# ميلز داردين
ميلز داردين (بالإنجليزية: Mills Darden)‏ (7 أكتوبر 1799 في ولاية كارولاينا الشمالية-23 يناير 1857 في لكسينغتون، تينيسي) هو أحد أثقل الناس على الإطلاق، واقترب وزنه من 460 كجم.